# 스튜디오 1029
안미소의 스튜디오 1029는 TBN 대전교통방송, TBN 충남교통방송(대전·세종·충청 FM 102.9MHz, 충남 FM 103.9MHz, 천안·아산 FM 103.1MHz)에서 평일 아침 9시부터 오전 10시 55분까지 방송되는 대전과 세종 충남권 지역의 아침 라디오 프로그램이다.

## 프로그램 소개
- 좋은 음악, 좋은 이야기, 좋은 사람과 함께합니다. 스튜디오1029

## 코너소개

### 매일코너
- 추억다방, 그 때 우리는 - 추억 한 스푼, 공감 두 스푼. 방울방울 떠오르는 옛날 추억 이야기.
- 상상 디톡스 - 즐거운 상상으로 산뜻하게 기분 전환하는 시간
- 오늘따라 듣고싶어서 그래 - 사연있는 애청자의 신청곡과, 이어지는 DJ의 음악선물

## 요일별 코너

### 월요일
- 내 나이가 어때서 : 나이를 잊은 중년을 위한 도전과 모험 이야기 (박지현 아나운서)

### 화요일
- 아침의 쉼표 : 아름다운 기타 선율과 함께 하는 힐링의 시간 (홍소림 기타리스트)

### 수요일
- 건강이야기 : 알아두면 좋은 의학 정보와 건강상식
- 미.고.사 : 가족을 향한 미안하고, 고맙고, 사랑하는 마음을 담은 사연 소개

### 목요일
- 아빠의 타임캡슐 육아일기-'10년 후 아가에게' : 10년 후 아가에게 남기는 아빠의 진심어린 메시지
- 우리동네 육아멘토 : 아이를 돌보는 부모를 위한 고민타파 육아상담 시간

### 금요일
- 라떼뮤직 : 흘러간 옛 추억과 옛 노래 (송명하 파라노이드 편집장)